# Xu Kaicheng
Xu Kaicheng (cinese semplificato: 徐开骋; cinese tradizionale: 徐開騁; pinyin: Xú Kāichěng; Shanghai, 8 agosto 1990) è un attore e ballerino cinese, conosciuto principalmente fuori dalla Cina come protagonista della serie televisiva Well-Intended Love, distribuita internazionalmente su Netflix.

## Biografia
Nato a Shanghai, Xu ha iniziato a studiare alla Shanghai Theater Academy nel 2007, laureandosi in danza classica. La sua prima apparizione televisiva è stata nel programma di varietà Jia You Hao Nan Er (tradotto approssimativamente: In bocca al lupo bravi ragazzi).

## Carriera
Nel 2012, Xu ha firmato il primo contratto con l'agenzia di entertainment Ming Dao, debuttando come attore nella serie televisiva The Queen of SOP 2. Nella prima metà della stessa decade, ha continuato a fare gavetta in televisione con vari ruoli secondari e di supporto.
Il primo ruolo in cui Xu ha avuto un riconoscimento come attore emergente è stato nella web series fantasy del 2017 I Cannot Hug You, in cui ha interpretato un vampiro.
Nel 2018, l'attore ha partecipato alla prima serie TV di successo commerciale, il drama fantasy romantico Moonshine and Valentine, che gli ha permesso di farsi conoscere da un pubblico più ampio. Il successo della serie lo ha quindi portato ad interpretare il suo primo ruolo da protagonista, nella web series storica di stampo comico I'm a Pet at The Dali Temple, distribuita internazionalmente da Amazon Prime Video, la quale tuttavia ha avuto un successo moderato.
Il 2019 è stato l'anno che ha segnato il riconoscimento internazionale dell'attore, grazie al ruolo del protagonista maschile Ling Yizhou nella commedia romantica Well-Intended Love. La serie è stata distribuita internazionalmente da Netflix. Nello stesso anno, ha partecipato anche alla serie incentrata sulla scherma Boys To Men.
Nel 2020, Xu ha recitato nella commedia romantica xianxia Dance of the Phoenix e nel fantasy storico Novoland: Pearl Eclipse. Nello stesso anno, ha ripreso il ruolo di Ling Yizhou nella seconda stagione di Well-Intended Love.

## Filmografia

### Cinema
- 暗影特工局 (pinyin: Ànyǐng tègōng jú; web film) (2016)[16]
- Perfect-Lover.com (来自你的瓦伦汀; pinyin: Láizì nǐ de wǎ lún tīng) (2018)
- The Yin-Yang Master: Dream of Eternity (阴阳师: 晴雅集; pinyin: Yīnyáng shī: Qíng yǎ jí) - (2020)[17]

### Televisione
- The Queen of SOP 2 (胜女的代价2) (2013)
- If I Love You (如果我爱你) (2014)
- The Backlight of Love (逆光之恋) (2015)
- Campus Belle (校花攻略) (2015)
- Mr. Bodyguard (校花的贴身高手) (2015)
- Moon River (明若晓溪) (2015)
- The Lover's Lies (爱人的谎言) (2016)
- Idol Hunter (偶像猎手) (2016)
- Midnight Diner (深夜食堂) (2017)
- My Ruby My Blood (一粒红尘) (2017)
- I Cannot Hug You (无法拥抱的你) (2017)
- The Way We Were (归去来) (2018)
- Moonshine and Valentine - (结爱·千岁大人的初恋) (2018)
- My Beautiful Teacher 2  (我的美女老师第二季) (2018)
- I'm a Pet At Dali Temple  (我在大理寺当宠物2) (2018)
- Well-Intended Love (奈何boss要娶我)  (2019)
- The Next Top Star (热搜女王) (2019)
- Boys to Men (拜托啦师兄) (2019)
- Well-Intended Love 2 (奈何boss要娶我2) (2020)
- Dance of the Phoenix (且听凤鸣) (2020)

## Discografia
| Anno | Titolo internazionale    | Titolo cinese | Album                                                | Note |
| ---- | ------------------------ | ------------- | ---------------------------------------------------- | ---- |
| 2018 | "The Fish In My Embrace" | 怀里的鱼      | Colonna sonora ufficiale di I'm a Pet At Dali Temple |      |

## Riconoscimenti
- Golden Bud – The Fourth Network Film And Television Festival 2019 – Candidatura come miglior attore per Well-Intended Love[18]
- iFeng Fashion Choice Awards 2019 – Premio come icona della moda dell'anno[19]